# Vesa Hakala
Pour les articles homonymes, voir Hakala.
Vesa Hakala (né le 5 décembre 1968 à Harjavalta) est un sauteur à ski finlandais.

## Palmarès

### Championnats du monde
| Épreuve / Édition | Val di Fiemme 1991 | Falun 1993 |
| Petit Tremplin    | 14e                | 12e        |
| Grand Tremplin    |                    | 17e        |
| Par Equipes       | Argent             | 6e         |

### Coupe du monde
- Meilleur classement final: 15e en 1993.
- Meilleur résultat: 3e.